# Liste der Kulturgüter in Quinto
Die Liste der Kulturgüter in Quinto enthält alle Objekte in der Schweizer Gemeinde Quinto im Kanton Tessin, die gemäss der Haager Konvention zum Schutz von Kulturgut bei bewaffneten Konflikten, dem Bundesgesetz vom 20. Juni 2014 über den Schutz der Kulturgüter bei bewaffneten Konflikten sowie der Verordnung vom 29. Oktober 2014 über den Schutz der Kulturgüter bei bewaffneten Konflikten unter Schutz stehen.
Objekte der Kategorien A und B sind vollständig in der Liste enthalten, Objekte der Kategorie C fehlen zurzeit (Stand: 1. Januar 2023).

## Kulturgüter
| Foto |                                                                                           | Objekt | Kat. | Typ | Standort                                              | Beschreibung |
| ---- | ----------------------------------------------------------------------------------------- | --- | ---- | --- | ----------------------------------------------------- | ------------ |
| BW   | Datei hochladen · Wikidata zu Dazio Vecchio, Ruine der mittelalterlichen Sust (Q29527489) | Dazio Vecchio, Ruine der mittelalterlichen Sust / Dazio Vecchio, ruderi della sosta medievale KGS-Nr.: 10297 | A    | F   | Prato, Dazio Vecchio 700800 / 149310                  |              |
| ja   | Datei hochladen · Wikidata zu Kraftwerk Ritom (Q15824332)                                 | Wasserkraftwerk Ritom (mit Druckleitung, Eisenbahnbrücke und Standseilbahn mit vier Stationen) / Centrale idroelettrica Ritom (con la condotta forzata, il ponte ferroviario e la funicolare con quatro stazioni) KGS-Nr.: 10299 | A    | G   | Piotta, Via Funicolare Ritom 1262a.99 694939 / 152516 |              |
| ja   | Datei hochladen · Wikidata zu Pfarrkirche Santi Pietro e Paolo mit Krypta (Q3668378)      | Pfarrkirche Santi Pietro e Paolo mit Krypta / Chiesa parrochiale dei Santi Pietro e Paolo con cripta KGS-Nr.: 05693 | A    | G   | Quinto, Via Quinto 21 697666 / 151871                 |              |
| ja   | Datei hochladen · Wikidata zu Pfarrkirche San Giorgio (Q3670323)                          | Pfarrkirche San Giorgio / Chiesa parrochiale di San Giorgio KGS-Nr.: 05678 | B    | G   | Prato, Caré det la Viscnanza 2 701048 / 148897        |              |
| BW   | Datei hochladen · Wikidata zu Oratorium Santi Cornelio e Cipriano in Altanca (Q3668107)   | Oratorium Santi Cornelio e Cipriano / Oratorio dei Santi Cornelio e Cipriano KGS-Nr.: 05696 | B    | G   | Quinto, Altanca 25 695240 / 153255                    |              |
| ja   | Datei hochladen · Wikidata zu Oratorium San Martino (Q3884702)                            | Oratorium San Martino in Deggio / Oratorio di San Martino a Deggio KGS-Nr.: 05697 | B    | G   | Quinto, San Martino 31 698273 / 151903                |              |
| BW   | Datei hochladen · Wikidata zu Oratorium Sant’Ambrogio in Catto (Q3672366)                 | Oratorium Sant’Ambrogio / Oratorio di Sant’Ambrogio KGS-Nr.: 12007 | B    | G   | Quinto, Catto 9 699356 / 151130                       |              |
| BW   | Datei hochladen · Wikidata zu Grosses Zollhaus (Q117750235)                               | Grosses Zollhaus / Dazio grande KGS-Nr.: 17220 | B    | G   | Prato, Strada di Rodi 7 700451 / 149426               |              |